# Chérif Mohamed Aly Aïdara
Chérif Mohamed Aly Aïdara est un chef religieux chiite sénégalo-mauritanien connu pour son travail sur le développement international en Afrique de l'Ouest. Il est reconnu comme l'une des principales figures religieuses chiites au Sénégal et en Afrique de l'Ouest.

## Premières années et famille
D'origine mauritanienne et peule, Chérif Mohamed Aly Aïdara est né en 1959 à Darou Hidjiratou, un village de la commune de Bonconto, région de Kolda, dans le sud du Sénégal fondé par son père. Son père est Chérif Al-Hassane Aïdara, un homme mauritanien de la branche des -Ahl Chérif Lakhal- de la tribu Laghlal de Mauritanie qui prétend descendre de Chérif Moulaye Idriss de la dynastie Idrisside, tandis que sa mère est Maimouna Diao, une femme peule sénégalaise du clan Diao. En tant que sharif sénégalais, Aïdara revendique une descendance directe de Mahomet (voir silsila).
Après avoir terminé l'enseignement islamique traditionnel au Sénégal auprès de son père, Aïdara a poursuivi ses études à l'Alliance française à Paris, en France. Il parle couramment l'arabe, l'anglais, le français, le pulaar (fulfulde) et le wolof.
Son frère Chérif Habib Aïdara est le Maire de Darou Hidjiratou (Bonkonto),.

## Carrière
En 2000, Chérif Mohamed Aly Aïdara a fondé l'ONG Institut Mozdahir International (IMI) au Sénégal. Aïdara s'est concentré sur l'éducation et le développement, tels que la gestion de projets de développement social, la promotion de la microfinance islamique et la sensibilisation à l'islam chiite au Sénégal,.
Au début de sa carrière, Aïdara a concentré ses projets de développement et d'éducation principalement dans la région de la Casamance (Fouladou) au sud du Sénégal, mais s'est depuis étendu au-delà du Sénégal dans d'autres parties de l'Afrique de l'Ouest, notamment le Mali, la Guinée-Bissau, le Burkina Faso, la Côte d'Ivoire et d'autres pays africains. Il voyage fréquemment à l'étranger et collabore avec de grandes ONG internationales telles que le Programme alimentaire mondial.
Il a construit et élargi la communauté Mozdahir à travers le Senegal dans des villes comme Dakar, Dahra Djoloff, Kolda, Ziguinchor, le Saloum et Vélingara. Il a également fondé le village de la communauté Mozdahir de Nadjaf Al Achraf et a aidé à développer les villages de Teyel et Foulamori, avec des écoles et des mosquées construites dans chacun de ces villages.
Aïdara dirige également les stations de radio « Mozdahir FM » à Dakar et « Zahra FM » à Kolda (voir aussi la liste des stations de radio au Sénégal).

## Livres
Livres en français:
- Les Vérités de La Succession du Prophète
- Sayyidda Zaynab (pslf) l’héroïne de Karbala
- La prière du Prophète Mouhammad (pslf) selon les membres de sa famille
- Ghadir Khoum : Qui relate l’évènement de Ghadir et le fameux discours du prophète (pslf) ce jour-là.
- Achoura jour de deuil ou jour de fête ?
- Principes de la finance islamique